# Epistomella
Epistomella es un género de foraminífero bentónico considerado un sinónimo posterior de Epistomaria de la subfamilia Epistomariinae, de la familia Epistomariidae, de la superfamilia Asterigerinoidea, del suborden Rotaliina y del orden Rotaliida. Su especie tipo era Discorbina rimosa. Su rango cronoestratigráfico abarca el Holoceno.

## Clasificación
Epistomella incluía a las siguientes especies:
- Epistomella aurita
- Epistomella clivosa
- Epistomella plicata
- Epistomella polonica
- Epistomella rimosa